# Greensburg (Indiana)
Greensburg es una ciudad ubicada en el condado de Decatur en el estado estadounidense de Indiana. En el Censo de 2010 tenía una población de 11.492 habitantes y una densidad poblacional de 476,34 personas por km².

## Geografía
Greensburg se encuentra ubicada en las coordenadas 39°21′4″N 85°30′4″O / 39.35111, -85.50111. Según la Oficina del Censo de los Estados Unidos, Greensburg tiene una superficie total de 24.13 km², de la cual 24.01 km² corresponden a tierra firme y (0.48%) 0.12 km² es agua.

## Demografía
Según el censo de 2010, había 11.492 personas residiendo en Greensburg. La densidad de población era de 476,34 hab./km². De los 11.492 habitantes, Greensburg estaba compuesto por el 96.14% blancos, el 0.44% eran afroamericanos, el 0.23% eran amerindios, el 1.34% eran asiáticos, el 0.03% eran isleños del Pacífico, el 0.9% eran de otras razas y el 0.93% pertenecían a dos o más razas. Del total de la población el 2.38% eran hispanos o latinos de cualquier raza.